# أبيب (شهر مصري)
أبيب هو الشهر الحادي عشر من التقويم المصري. وهو يبدأ من 8 يوليو إلى 6 أغسطس. وهو ثالث أشهر موسم «شمو» (أي: الحصاد) في مصر القديمة. واسم الشهر مشتق من اسمه المصري الأقدم، «إپت حمت» وهو من ألقاب الإلهة إبت.

## تذكارات و أعياد في السنكسار
قائمة تذكارات و أعياد شهر أبيب في السنكسار:
| اليوم | العيد أو التذكار |
| ----- | --- |
| 1     | 1- استشهاد القديسة افرونيا الناسكة 2- نياحة القديس بيوخا و بناين القسيسين 3- تدشين أول كنيسة بأسم الشهيد مارمينا |
| 2     | 4- نياحة القديس تداوس الرسول |
| 3     | 5- استشهاد القديس كيرلس عامود الدين البابا أل 24 6- نياحة البابا كلستينوس بابا روميا |
| 4     | 7- نقل اجساد اباقير و يوحنا |
| 5     | 8- استشهاد القديسين الرسولين بطرس و بولس و فطر صوم الرسل |
| 6     | 9- استشهاد القديس اوليمباس أحد السبعين رسولا 10- استشهاد القديسة ثاودوسية و من معها |
| 7     | 11- نياحة القديس شينودة رئيس المتوحدين 12- استشهاد القديس اغناطيوس اسقف انطاكية |
| 8     | 13- نياحة القديس العظيم الانبا بشوى كوكب البرية 14- استشهاد القديس ابيروه و اتوم و بيلانا 15- نياحة القديس كراس شقيق ثاودسيوس الملك |
| 9     | 16- استشهاد القديس سيمعان قلوبا أحد السبعين رسولا (70 رسول) 17- نياحة القديس البابا قلاديانوس 9 من باباوات الكرازة المرقسية |
| 10    | 18- استشهاد القديس ثاوذورس الاسقف 19- نياحة الأنبا غوبريال السابع البابا أل 95 20- استشهاد القديس ثاوذورس أسقف كرنثوس ومن معه 21- ذكري تكريس كنيسة الشهيدين سرجيوس و واخوس |
| 11    | 22- استشهاد القديس يوحنا و سمعان ابن عمه 23- نياحة القديس أشعياء المتوحد |
| 12    | 24- استشهاد القديس ابا هور سرياقوسى 25- التذكار الشهري لرئيس الملائكة الجليل ميخاءيل |
| 13    | 26- نياحة القديس بسنتاوس اسقف قفط 27- استشهاد القديس أبا مون طوخي 28- استشهاد الأنبا شنودا في أوائل حكم العرب |
| 14    | 29- استشهاد القديس بروكوبيوس 30- نياحة القديس مقارة الاسكندرى أب القلالى 31- نياحة البابا بطرس الخامس ال83 |
| 15    | 32- نياحة القديس الانبا افرام السوريانى 33- استشهاد القديس كيرياكوس وأمه يوليتة 34- استشهاد القديس الجليل أنبا هرسيوس بصول |
| 16    | 35- نياحة القديس يوحنا صاحب الانجيل الذهبى 36- إحضار جسد الشهيد العظيم جاءرجيوس |
| 17    | 37- استشهاد القديسة أوفيميا 38- استشهاد القديستين تكلة و مارثا من أسنا |
| 18    | 39- استشهاد القديس يعقوب الرسول |
| 19    | 40- استشهاد القديس بوطلان الطبيب ومن معه 41- استشهاد القديس أنبا بيضابا ورفيقيه 42- نياحة البابا يوأنس العاشر البطريرك أل 85 |
| 20    | 43- استشهاد القديس تادرس الشاطبى |
| 21    | 44- نياحة سوسنيو الخصى 45- التذكار الشهري لوالدة الاله القديسة مريم العذراء |
| 22    | 46- استشهاد مقاريوس ابن واسيليدز الوزير 47- تذكار استشهاد القديس لاونديوس |
| 23    | 48- استشهاد القديس لونجينس الجندي 49- استشهاد مارينة الشهيدة |
| 24    | 50- استشهاد أبانوب النهيسي 51- نياحة القديس سمون الأول بابا الإسكندرية الثاني والأربعين |
| 25    | 52- تذكار تكريس كنيسة ابوسيفين 53- نياحة القديسة تكلة 54- استشهاد القديستين تكلا و موجي 55- استشهاد القديسة لياريا 56- استشهاد القديس أبااسحق 57- استشهاد القديس أنطون يوس 58- استشهاد القديس دماديوس سرياني 59- نياحة القديس بيلامون أب الرهبان 60- استشهاد القديس أبا كراجون |
| 26    | 61- نياحة القديس يوسيف البار 62- نياحة القديس تيموثاوس بابا الإسكندرية أل 22 |
| 27    | 63- استشهاد القديس ابا مون 64- تكريس كنيسة القديس أبيفام (سيرته في 27 طوبه وذكره في أول بؤونه) |
| 28    | 65- نياحة القديسة ماريم المجدلية |
| 29    | 66- استشهاد القديس ورشنوفيوس 67- تذكار نقل أعضاء القديس اندراويس الرسول |
| 30    | 68- استشهاد القديس مارقوريوس وأفرام بأخميم |

## اقرأ أيضا
- فصل الحصاد